# Хюттер, Корнелия
Корне́лия (Ко́нни) Хю́ттер (нем. Cornelia "Conny" Hütter; 29 октября 1992, Грац) — австрийская горнолыжница, специализирующаяся в скоростных дисциплинах, призёр чемпионата мира 2023 года, многократная победительница этапов Кубка мира. Участница Олимпийских игр 2014, 2018 и 2022 годов.

## Карьера
Первым успехом Корнелии Хюттер на юношеском уровне стали две бронзы в скоростных дисциплинах, завоёванные на юниорском чемпионате мира 2011, который проходил в швейцарской Кран-Монтане.
В декабре 2011 года австрийка дебютировала в Кубке мира на этапе в Канаде, где она заняла в скоростном спуске 42-е место, более четырёх секунд уступив победившей Линдси Вонн. В сезоне 2011/12 Хюттер не всегда попадала в состав сборной на Кубок мира, зато смогла добыть первый подиум на континентальном кубке, став третьей на этапе в Бад-Клайнкирххайме.
В декабре 2013 года, за полтора месяца до Олимпиады в Сочи, Хюттер заняла третье место в скоростном спуске в Валь-д’Изере, что позволило ей войти в расширенный состав олимпийской сборной. Она выступила только в скоростном спуске, где показала только 24-й результат.
В 2015 году пробилась в состав сборной Австрии на чемпионат мира и выступила в обеих скоростных дисциплинах. В супергиганте она остановилась в шаге от медали, заняв четвёртое место (всего 0,11 сек Хюттер проиграла занявшей третье место Линдси Вонн).
12 марта 2016 года Хюттер выиграла свой первый в карьере этап Кубка мира, опередив всех в супергиганте в швейцарском Ленцерхайде. По итогам сезона 2015/16 заняла седьмое место в общем зачёте Кубка мира, став лучшей среди австриек.

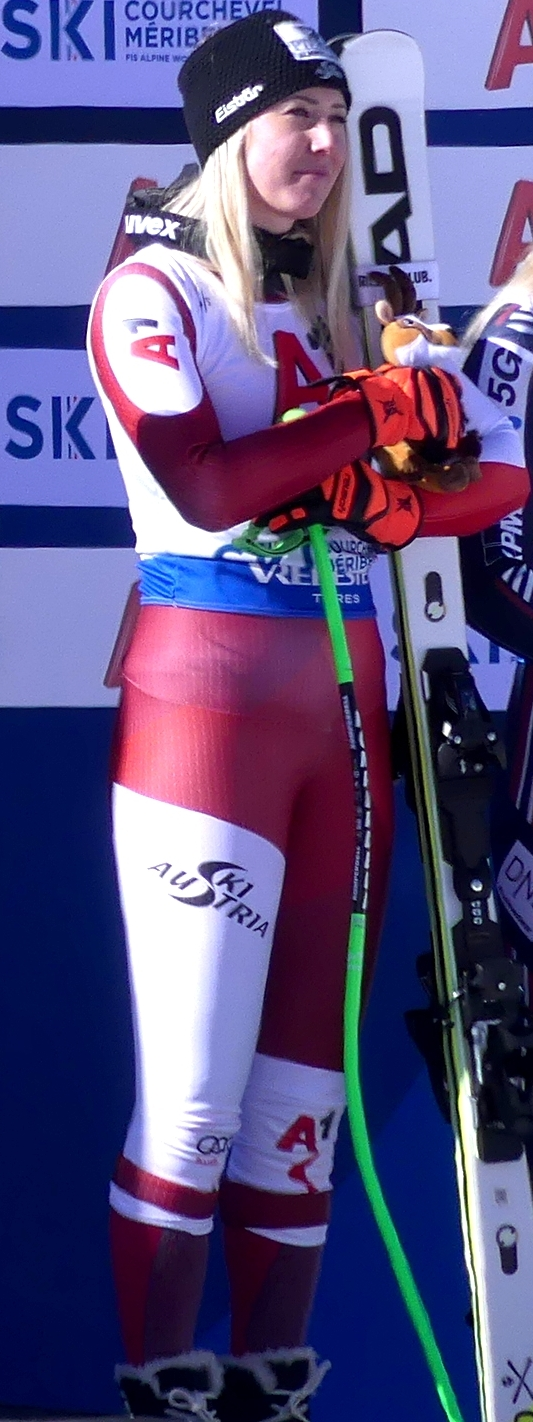
Хюттер на подиуме чемпионата мира 2023 года

17 декабря 2016 года заняла второе место в скоростном спуске в Валь-д’Изере, 10-й раз в карьере попав в тройку лучших на этапе Кубка мира. 1 декабря 2017 года победила в скоростном спуске на этапе Кубка мира в Лейк-Луизе.
На Олимпийских играх 2018 года заняла восьмое место в супергиганте и 13-е место в скоростном спуске.
Из-за травмы в марте 2019 года на финальном этапе Кубка мира пропустила год. В марте 2020 года в ходе восстановительных тренировок вновь получила травму и пропустила ещё год. Вернулась на трассы Кубка мира в конце февраля 2021 года. Полноценно вернулась к соревнованиям только в сезоне 2021/22.
29 января 2022 года в Гармиш-Партенкирхене заняла третье место в скоростном спуске, поднявшись на подиум на этапе Кубка мира впервые с декабря 2018 года. На следующий день там в Гармиш-Партенкирхене выиграла супергигант, поделив первое место с Федерикой Бриньоне. С последней победы Хюттер в Кубке мира прошло более 4 лет.
На Олимпийских играх 2022 года заняла седьмое место в скоростном спуске (лучшее среди австриек) и восьмое место в супергиганте.
В начале декабря 2022 года в канадском Лейк-Луизе Хюттер дважды была близка к своей четвёртой в карьере победе на этапе Кубка мира. Сначала заняла третье место третье место в скоростном спуске, 0,06 сек уступив победительнице Софии Годже. Через два дня стала второй в супергиганте, проиграв 0,02 сек Коринн Зутер.
В феврале 2023 года на чемпионате мира в Мерибеле завоевала бронзовую медаль в супергиганте, уступив чемпионке Марте Бассино 0,33 секунды.
В сезоне 2022/23 заняла 14-е место в общем зачёте Кубка мира (высшее для себя за последние 7 лет), но при этом стала лучшей среди австрийских горнолыжниц.
В сезоне 2023/24 впервые выиграла 2 этапа Кубка мира (в Цаухензе и Зальбахе) и заняла высшее в карьере пятое место в общем зачёте Кубка мира, вновь став лучшей среди австриек. Также Хюттер выиграла зачёт скоростного спуска, опередив на 28 очков Лару Гут-Бехрами.
14 декабря 2024 года выиграла скоростной спуск в американском Бивер-Крике, опередив на 0,16 сек Софию Годжу. 21 декабря выиграла супергигант в Санкт-Морице.

## Результаты на крупнейших соревнованиях

### Зимние Олимпийские игры
| Олимпийские игры | Скоростной спуск | Супергигант | Гигантский слалом | Слалом | Комбинация | Команды |
| ---------------- | ---------------- | ----------- | ----------------- | ------ | ---------- | ------- |
| 2014 Сочи        | 24               | —           | —                 | —      | —          | н/д     |
| 2018 Пхёнчхан    | 13               | 8           | —                 | —      | —          | —       |
| 2022 Пекин       | 7                | 8           | —                 | —      | —          | —       |

### Чемпионаты мира
| Чемпионат мира         | Скоростной спуск | Супергигант  | Гигантский слалом | Слалом       | Комбинация   | Команды      | Паралл. гигантский слалом |
| ---------------------- | ---------------- | ------------ | ----------------- | ------------ | ------------ | ------------ | ------------------------- |
| 2015 Вейл/Бивер-Крик   | 15               | 4            | —                 | —            | —            | —            | н/д                       |
| 2017 Санкт-Мориц       | не выступала     | не выступала | не выступала      | не выступала | не выступала | не выступала | не выступала              |
| 2019 Оре               | не выступала     | не выступала | не выступала      | не выступала | не выступала | не выступала | не выступала              |
| 2021 Кортина-д’Ампеццо | не выступала     | не выступала | не выступала      | не выступала | не выступала | не выступала | не выступала              |
| 2023 Мерибель          | 4                | 3            | —                 | —            | DNS SL       | —            | —                         |
| 2025 Зальбах           | 4                | 10           | —                 | —            | 6            | —            | н/д                       |

### Победы на этапах Кубка мира (9)
| № | Сезон   | Дата        | Место               | Дисциплина           |
| - | ------- | ----------- | ------------------- | -------------------- |
| 1 | 2015/16 | 11 мар 2016 | Ленцерхайде         | Супергигант          |
| 2 | 2017/18 | 1 дек 2017  | Лейк-Луиз           | Скоростной спуск     |
| 3 | 2021/22 | 30 янв 2022 | Гармиш-Партенкирхен | Супергигант (2)      |
| 4 | 2022/23 | 3 мар 2023  | Квитфьелль          | Супергигант (3)      |
| 5 | 2023/24 | 12 янв 2024 | Цаухензе            | Супергигант (4)      |
| 6 | 2023/24 | 23 мар 2024 | Зальбах             | Скоростной спуск (2) |
| 7 | 2024/25 | 14 дек 2024 | Бивер-Крик          | Скоростной спуск (3) |
| 8 | 2024/25 | 21 дек 2024 | Санкт-Мориц         | Супергигант (5)      |
| 9 | 2024/25 | 28 фев 2025 | Квитфьелль          | Скоростной спуск (4) |